# Преторо
Преторо (итал. Pretoro) — коммуна в Италии, расположена в регионе Абруццо, подчиняется административному центру Кьети.
Население составляет 1104 человека, плотность населения составляет 42 чел./км². Занимает площадь 26 км². Почтовый индекс — 66010. Телефонный код — 0999.